# Conger myriaster
Espèce
Conger myriaster (マアナゴ, ma-anago) est une espèce de congres vivant sur les côtes du Japon, en mer de Chine orientale.
Sa chair est estimée pour la préparation des sushis et des tempuras.